# Генадий Литовченко
Генадий Владимирович Литовченко (на украински: Литовченко Геннадій Володимирович) е съветски и украински футболист и треньор. Играл е като централен или десен полузащитник. Най-известен с изявите си за Днипро, Динамо Киев и съветския национален отбор. Партньорството му в атака с Олег Протасов е смятано за едно от най-добрите в историята на съветския футбол. Литовченко има 57 мача и 14 гола за националния отбор на СССР и 4 мача за представителния тим на Украйна.
От 2016 до 2017 г. е помощник-треньор на Юрий Калитвинцев в Динамо (Москва).

## Клубна кариера
Юноша е на Днипро. През 1975 г. постъпва в юношеските формации на тима, където треньор му е Игор Ветрогонов. Литовченко дебютира за първия тим през 1981 г. Първия си гол вкарва във вратата на Кубан. Генадий става важна част от състава на треньора Владимир Емец, който строи играта около младия плеймейкър. В състава блестят Олег Таран, Владимир Лютий, Олег Протасов. През 1983 г. Днипро става за първи път шампион на СССР. В решителния мач от последния кръг тимът побеждава Спартак (Москва) в 4:2, а Литовченко дава 2 асистенции.
През 1984 г. става капитан на отбора. Същата година е избран от ежеседмичника „Футбол“ за футболист на годината в СССР. Днипро продължава да е сред лидерите в шампионата, заемайки две трети места (1984, 1985) и едно второ (1987). През лятото на 1987 г. Динамо Киев отправя оферта към Литовченко и Олег Протасов. Двамата футболисти са заплашени със служба в армията, ако не преминат в тима на киевляни. След края на сезона трансферът е осъществен.
В Динамо Литовченко бързо се налага като титуляр. В първия си сезон за киевския тим записва 28 мача и вкарва 7 гола, но динамовци не успяват да се преборят за шампиоснакта титла с бившия тим на Генадий Днипро. През 1989 г. Динамо завършва на трето място в шампионата. През 1990 г. Литовченко поисква трансфер в чужбина. Треньорът на Динамо Анатолий Пузяч се съгласява да пусне играча след края на сезона. В последния си сезон за Динамо Киев Литовченко печели шампионската титла и купата на Съюза.
През 1991 г. Литовченко преминава в Олимпиакос, където играе и Олег Протасов, а треньор е Олег Блохин. Въпреки силните си изяви, халфът не успява да спечели шампионската титла със състава на „олимпийците“. През 1992 г. печели Купата на Гърция. След оставката на Блохин Литовченко играе още няколко месеца в тима, но скоро напуска след задържане на заплатите от страна на ръководството и машинации на агента на футболиста.
През 1993 г. се присъединява към втородивизионния украински Бориспол, за който изиграва 17 мача и вкарва 3 гола. През 1994 г. преминава в австрийския Адмира Вакер. Честите контузии обаче не позволяват на Литовченко да се върне на предишното си ниво и след края на сезона украинецът разтрогва договора си.
След няколкомесечно лечение Литовченко играе за кратко в кипърския АЕЛ Лимасол. През 1995 г. по покана на Леонид Буряк става част от Черноморец (Одеса). През 1996 г. Литовченко завършва кариерата си.

## Национален отбор
Дебютира за олимпийския тим на СССР през 1983 г. в приятелски мач с България. За А-отбора на Съюза дебютира на 28 март 1984 г. в мач с ФРГ. През 1986 г. участва на Световното първенство в Мексико, но играе само в двубоя с Канада от груповата фаза на турнира.
През 1988 г. Генадий е основна фигура в тима на „Червената армия“ на Евро 1988. Съветският съюз достига финал, където губи от Нидерландия. Литовченко вкарва 1 гол във финалния турнир – в 1/2-финалния сблъсък с Италия.
През 1990 г. участва на Световното първенство в Италия, където СССР не успява да преодолее груповата фаза. След фиаското треньорът Валерий Лобановский подава оставка, а Литовченко повече не е викан в тима. За тима на СССР Генадий има 57 мача и 14 гола.
Между 1993 и 1994 г. изиграва 4 мача за украинския национален отбор.

## Треньорска кариера
От 1996 до 1997 г. е помощник-треньор на Владимир Бессонов в ЦСКА (Киев). През 1998 г. става помощник-треньор в Кривбас, а през сезон 2000/01 е старши треньор на тима. Между 2002 и 2010 г. е част от треньорския състав на младежкия национален отбор на Украйна.
През сезон 2003/04 е треньор на Металист (Харков) и класира тима за Висшата лига на страната. В началото на 2005 г. поема Арсенал (Харков), с който също се класира за елита. През сезон 2005/06 отборът сменя названието си на ФК Харков.
От 2007 до 2010 г. тренира втория тим на Динамо (Киев). През 2012 г. за кратко се завръща в Кривбас като помощник-треньор. През сезон 2013/14 Литовченко е помощник-треньор на Юрий Калитвинцев във Волга (Нижни Новгород).

## Статистика
| Клуб              | Сезон             | Шампионат | Шампионат | Кубпа  | Кубпа  | Евротурнири | Евротурнири | Общо   | Общо   |
| Клуб              | Сезон             | Мачове    | Голове    | Мачове | Голове | Мачове      | Голове      | Мачове | Голове |
| ----------------- | ----------------- | --------- | --------- | ------ | ------ | ----------- | ----------- | ------ | ------ |
| Днипро            | 1981              | 17        | 2         | 0      | 0      | -           | -           | 17     | 2      |
| Днипро            | 1982              | 23        | 3         | 3      | 0      | -           | -           | 26     | 3      |
| Днипро            | 1983              | 24        | 5         | 3      | 1      | -           | -           | 27     | 6      |
| Днипро            | 1984              | 33        | 7         | 4      | 2      | 5           | 3           | 42     | 12     |
| Днипро            | 1985              | 34        | 7         | 1      | 1      | 6           | 2           | 41     | 10     |
| Днипро            | 1986              | 24        | 6         | 2      | 1      | 2           | 0           | 28     | 7      |
| Днипро            | 1987              | 28        | 6         | 4      | 3      | -           | -           | 32     | 9      |
| Динамо (К)        | 1988              | 29        | 7         | 6      | 1      | 0           | 0           | 35     | 8      |
| Динамо (К)        | 1989              | 29        | 7         | 7      | 1      | 6           | 1           | 42     | 9      |
| Динамо (К)        | 1990              | 24        | 6         | 2      | 1      | 4           | 3           | 30     | 10     |
| Олимпиакос        | 1990/91           | 24        | 1         | ?      | 0      | 0           | 0           | ?      | ?      |
| Олимпиакос        | 1991/92           | 30        | 6         | ?      | ?      | 0           | 0           | ?      | ?      |
| Олимпиакос        | 1992/93           | 27        | 2         | ?      | ?      | 5           | 1           | ?      | ?      |
| Бориспол          | 1993/94           | 17        | 3         | 2      | 0      | -           | -           | 19     | 3      |
| Адмира Вакер      | 1993/94           | 10        | 1         | 3      | 1      | -           | -           | 13     | 2      |
| Адмира Вакер      | 1994/95           | 9         | 2         | 0      | 0      | 6           | 1           | 15     | 3      |
| АЕЛ Лимасол       | 1994/95           | 7         | 0         | ?      | ?      | ?           | ?           | ?      | ?      |
| Черноморец (Од)   | 1995/96           | 10        | 1         | 1      | 0      | 0           | 0           | 11     | 1      |
| За цялата кариера | За цялата кариера | 399       | 72        | ?      | ?      | ?           | ?           | ?      | ?      |